# Andre Hoffmann
Andre Hoffmann (Essen, 1993. február 28. –) német labdarúgó, középpályás.

## Pályafutása
2011–2013 között az MSV Duisburg, 2013–2017 között a Hannover 96, 2017–2025 között a Fortuna Düsseldorf labdarúgója volt.

## Sikerei, díjai
- Fritz Walter-medál
  - U17 – ezüst (2010)[1]
  - U19 – ezüst (2012)[2]

 Fortuna Düsseldorf
- Német bajnokság – másodosztály (2. Bundesliga)
  - bajnok: 2017–18